# Prosper Braeckman
Prosper Braeckman, est un footballeur belge né le 23 novembre 1888 et mort le 1er octobre 1920.

## Biographie
Il évolue comme milieu de terrain entre 1905 et 1914 au Daring Club de Bruxelles. Avec ce club, il est champion de Belgique en 1912 et 1914.
Prosper Braeckman joue également huit matches internationaux de 1909 à 1913.

## Palmarès
- International belge A de 1909 à 1913 (8 sélections)
- premier match international: le 17 avril 1909, Angleterre-Belgique, 11-2 (match amical)
- Champion de Belgique en 1912 et 1914 avec le Daring Club de Bruxelles